# K팝스타 4 참가자 목록
SBS의 스타 오디션 프로그램 《K팝 스타 4》의 참가자들을 나열한 목록이다. TOP 10과 그 외 저명한 음악가들을 나열한다.

## 케이티 김
역대 K팝스타 우승자다(4대). TOP10에 꼴찌로 진출했으나 최종 순위 1위로 전세역전했다.

### 소속사
- 전 YG엔터테인먼트 소속

## 정승환
준우승자.
2015년 인천해양과학고등학교 졸업.

### 소속사
- 현 안테나 뮤직 소속

## 이진아
TOP3.
탄탄한 기본실력과 시즌 후반으로 갈수록 급격하게 기량이 향상되어 심사위원들의 극찬을 받았던 참가자이다.

### 소속사
- 현 안테나 뮤직 소속

## 릴리M(릴리 머로우)
TOP4.
- 2002년 10월 17일(22세)
- 현 JYP 엔터테인먼트 소속

## 에스더 김
TOP6.
예명: Manuka
- 미국에서 평범한 고등학생으로 생활하고 있다가 2018년에는 글로벌 엔터 기업 (주)메가이펙츠와 계약하고 본격적인 활동을 준비 예정이다.

## 박윤하
TOP6.

### 생애
- 1999년 4월 17일(26세)
- 영훈 초등학교 (수료)
- 인천 채드윅스쿨 송도캠퍼스 (재학)

### 음반

#### 참여 앨범

##### K팝스타 시즌4
- 2014.12.11 나미 <슬픈 인연> (본선 2라운드 랭킹 오디션)
- 2015.01.18 이현우 <슬픔 속에 그댈 지워야만 해>[깨진 링크(과거 내용 찾기)] (캐스팅 오디션 Part.1)
- 2015.03.01 유재하 <그대 내 품에>[깨진 링크(과거 내용 찾기)] (TOP10 Part.1)
- 2015.03.15 Brian McKnight <One Last Cry>[깨진 링크(과거 내용 찾기)] (TOP8)
- 2015.03.22 시인과 촌장 <가시나무>[깨진 링크(과거 내용 찾기)] (TOP6)

##### 참여 앨범 수록곡
- 2015.05.11 《김성규 2nd Mini Album `27`》 -  <답가 (Feat. 박윤하)>
- 2015.12.15 《젤리 크리스마스 2015》- <사랑난로>
- 2016.06.08 《Jelly Box 여름밤 피크닉 박윤하 X 유승우》- 여름밤 피크닉

### 방송 출연

#### TV
- K팝스타 시즌4 (2014.11.23 ~ 2015.03.22, SBS)
- K팝스타 시즌4 (2014.12.25, SBS) :「성탄특집 감동의 무대」
- K팝스타 시즌4 (2015.02.19, SBS) :「설 특집 감동의 무대」
- K팝스타 시즌4 (2015.04.12, SBS) :「결승전」

### 관련 영상

#### 뮤직 비디오 [참여]
- 2015년 젤리 크리스마스 2015 <사랑난로>

#### 라이브
- 2014년 박윤하 - 원하고 원망하죠[깨진 링크(과거 내용 찾기)] (K팝스타 시즌4)
- 2015년 핫초코(박윤하, 기다온) - 그대 내게 다시[깨진 링크(과거 내용 찾기)] (K팝스타 시즌4)
- 2015년 박윤하 - 안되나요[깨진 링크(과거 내용 찾기)]  (K팝스타 시즌4)
- 2015년 박윤하 - 여전히 아름다운지[깨진 링크(과거 내용 찾기)]  (K팝스타 시즌4)
- 2015년 K팝스타 주제곡 One Dream[깨진 링크(과거 내용 찾기)]  (K팝스타 시즌4)

#### 기타
- 2015년 유희열 & 박윤하 <Hero>[깨진 링크(과거 내용 찾기)]  (K팝스타 시즌4)

### 소속사
- 젤리피쉬 엔터테인먼트

## 스파클링 걸스
최주원, 최진실, 황윤주, 에린 미란다로 구성되었다.
시즌 중반까지 별다른 화제를 받지 못했던 참가자들끼리 뭉쳐 TOP8의 성적을 거두었다.
특히 에린 미란다는 호주출신으로 호주의 오디션 프로그램인 엑스펙터에도 참가해서 호평을 받았으며, 스파클링 걸스 멤버 중 가장 어린 나이로 성숙한 외모까지 겸비하여 심사위원의 주목을 끌었던 참가자이다.

## 그레이스 신
시즌1 당시 미국지역 예선을 합격했으나 어머니를 홀로 두고 한국행을 선택할 수 없어 본선 진출을 포기했다.
시즌4에 다시 참가하여 본선 TOP8의 성적을 거두었다.

### 참여 앨범

#### K팝스타 시즌4
- 2015.03.01 이효리 <10 Minutes>[깨진 링크(과거 내용 찾기)] (TOP10 Part.1)
- 2015.03.15 태양 <나만 바라봐>[깨진 링크(과거 내용 찾기)] (TOP8)

### 소속사
- 현 자루M 엔터테인먼트 소속

### 관련 기사
- SBS ‘K팝스타 4’ 그레이스 신, 남예종 실용음악계열 교수 임용 (2016.02.25, 쿠키뉴스)

### 관련 영상

#### 라이브
- 2014년 그레이스 신 - Fallin'[깨진 링크(과거 내용 찾기)]  (K팝스타 시즌4)
- 2014년 그레이스 신 - Someone like you[깨진 링크(과거 내용 찾기)]  (K팝스타 시즌4)
- 2015년 봉그레(그레이스 신,이봉연)-Again & Again[깨진 링크(과거 내용 찾기)]  (K팝스타 시즌4)
- 2015년 미스코리아(에스더 김,그레이스 신,케이티 김) - 잊었니  (K팝스타 시즌4)
- 2015년 그레이스 신 - 동경[깨진 링크(과거 내용 찾기)]  (K팝스타 시즌4)

## 지존
장미지, 존추
TOP10(9위)

## 서예안
TOP10(10위)
2015년 현재 영주여자고등학교 재학중

### 소속사
- 현 JTM 엔터테인먼트 소속

## 박혜수
TOP18(11위)

### 소속사
현 화이브라더스 소속

## 이봉연
TOP18(11위)

## 홍찬미
TOP18(11위)

### 소속그룹
DUSKY80

## 신지민
TOP18(11위)

### 소속사
예나뮤직

## 지유민
TOP18(14위).
현 밀리언마켓 소속으로 쿨키드로 예명을 쓰며 활동하고 있다.

## 전소현
TOP18(14위).
atomik이라는 예명으로 활동하고 있다.

## 에이다 웡
가라데선수로 활동 중이다.

## 우녕인
이후 K팝스타 6에 참가하여 TOP17에 올랐다.

## 남소현
남영주의 동생으로, 캐스팅 오디션에서 탈락했다. 현재 '쿠잉'이라는 예명으로 가수 활동 중이다.

## 기다온
캐스팅 오디션에서 탈락했다.

## 김채란
본선 2라운드까지 진출했다.

## 나하은
본선 2라운드까지 진출했다.